# Sukhoi Su-29

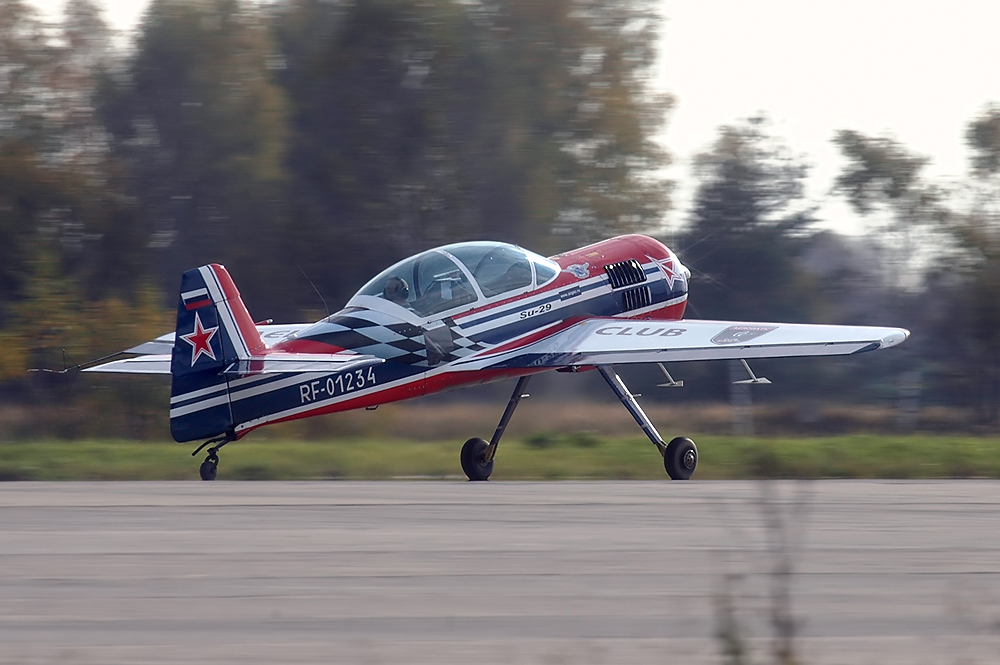
Su-29 op vliegveld Kubinka

De Sukhoi Su-29 is een Russisch sportvliegtuigje met een radiale motor van 268kW (360 pk). De Su-29 wordt gebruikt voor onderwijs in kunstvliegen, competities en air shows, evenals voor het handhaven van vliegvaardigheden van militaire en civiele piloten.